# Chelonus chrysostigma
Chelonus chrysostigma är en stekelart som beskrevs av Vladimir Ivanovich Tobias 1972. Chelonus chrysostigma ingår i släktet Chelonus och familjen bracksteklar. Inga underarter finns listade i Catalogue of Life.